# Epitolina catori
Epitolina catori är en fjärilsart som beskrevs av Bethune-Baker 1904. Epitolina catori ingår i släktet Epitolina och familjen juvelvingar. Inga underarter finns listade i Catalogue of Life.